# Černovice (Pelhřimovi járás)
Černovice település Csehországban, a Pelhřimovi járásban. Černovice Těmice, Vlčeves, Lidmaň, Křeč, Mnich, Obrataň, Bohdalín és Hojovice településekkel határos. Lakosainak száma 1778 fő (2024. január 1.).

## Népesség
A település lakosságának változását az alábbi diagram mutatja:
| Lakosok száma | 3697 | 3657 | 3357 | 2549 | 2003 | 1846 | 1728 | 1733 | 1750 | 1778 |
|               | 1869 | 1890 | 1921 | 1950 | 1980 | 2001 | 2017 | 2019 | 2022 | 2024 |